# Peter McLane
Vincent Reichenauer, beter bekend onder zijn artiestennaam Peter McLane (Chamonix, 13 december 1945), is een voormalig Frans zanger.

## Biografie
McLane begon zijn muzikale carrière begin jaren zeventig. Hij werd gevraagd om samen met Anne-Marie Godart Monaco te vertegenwoordigen op het Eurovisiesongfestival 1972. In Edinburgh eindigde het gelegenheidsduo met het nummer Comme on s'aime op een teleurstellende zestiende plaats. Nadien zou McLane nog enkele nummers uitbrengen. Begin jaren tachtig stopte hij als zanger en ging hij zich toespitsen op digitale kunst.